# Nils Palmfelt
Nils Palmfelt, född 21 november 1682, död 9 december 1712, var en svensk militär.
Nils Palmfelt var son till statskommissarie Gustaf Palmfelt och Maria Holm. Han blev student vid Uppsala universitet 1695, fänrik vid garnisonsregementet i Wismar 1700, löjtnant vid Riksänkedrottningens livregemente till fot i Pommern 1703, kapten där 1705 och erhöll avsked 1708. Han inträdde därefter vid Stanisław I Leszczyńskis garde, blev överstelöjtnant vid svenska livregementet till fot 1710 och var 1710–1712 tillförordnad chef för Västgöta-Dals regemente. Palmfelt blev fången vid Libau i december 1711 och kom hem till Sverige i maj 1712. Han anförde Västgöta-Dals regemente i slaget vid Gadebusch men stupade redan i början av slaget.